# Slavkov u Brna
Slavkov u Brna (AFI: ['slafkof 'ʊbr̩na], en alemán: Austerlitz) es una localidad de la campiña al este de Brno, en la Región de Moravia Meridional, en la República Checa. La localidad es conocida porque en sus proximidades se desató la célebre batalla de Austerlitz.

## Historia
Al comienzo del siglo xiii, la orden Teutónica construyó un monasterio fortificado cuyas ruinas se pueden observar en los sótanos del Palacio de Austerlitz. El primer testimonio escrito de la zona se remonta a 1237. El nombre checo Slavkov se encuentra documentado en 1361, mientras que existen registros del nombre alemán Austerlitz en 1633 que según se cree proviene de truncar la palabra checa Novosedlice (Novosedlicz, Nausedlicz), que quiere decir "nueva población". Luego de la disolución de la Orden, el pueblo pasó a ser propiedad de varias familias nobles, hasta que en 1509, la familia Kaunitz tomó el control durante más de 400 años.

## Edificios principales
- El castillo de Slavkov, de estilo barroco, tiene 115 habitaciones y un jardín francés. Fue diseñado por el arquitecto italiano Domenico Martinelli. En su salón histórico, se firmó el armisticio entre Austria y Francia tras la batalla de Austerlitz el 2 de diciembre de 1805.
- Ayuntamiento y mansión de estilo renacentista en la plaza mayor. También se pueden ver partes de la antigua muralla.
- Iglesia de la Resurrección del Señor (en checo: Kostel Vzkříšení Páně), en la parte sur de la plaza mayor. El edificio clasicista con tres púlpitos fue diseñado entre 1786 y 1789 por el arquitecto vienés Johann Ferdinand Hetzendorf von Hohenberg.
- Iglesia de San Juan Bautista, en el cementerio. En la iglesia hay una bóveda en la que están las tumbas de la familia Kaunitz.
- Capilla de San Urbano, en una colina del mismo nombre al norte del pueblo. Fue muy dañada durante la batalla de Austerlitz y tuvo que ser reconstruida entre 1858 y 1861.
- Patrimonio judío. Solo sobrevive la sinagoga (construida en 1858) del gueto judío. También hay un cementerio judío un poco en las afueras del pueblo.

### Monumentos y restos de la batalla de Austerlitz
La batalla de Austerlitz se libró varios kilómetros al oeste del pueblo. El transporte público es limitado, y el paisaje ha conservado su aspecto natural. La agricultura sigue dominando el terreno montañoso, que, aparte del crecimiento de los pueblos, no ha cambiado mucho. Una autopista cruza el antiguo campo de batalla.
- La antigua oficina de correos (en checo: Stará Pošta) es un edificio construido en 1785, que en la actualidad se utiliza como hotel y restaurante. El 28 de noviembre de 1805, el general de caballería francés Murat estableció aquí su cuartel general, como también lo hizo el día de la batalla el general ruso Bagratión. Después de la batalla, Napoleón durmió en esta casa y mantuvo negociaciones preliminares sobre un armisticio. Un pequeño museo conmemora estos acontecimientos.
- En la colina Santon, al este del pueblo de Tvarožná, se encuentra una pequeña capilla blanca. La colina era un soporte de la posición francesa y permitió a la artillería francesa dominar la parte septentrional del campo de batalla. Bajo la colina, se realizan las recreaciones históricas anuales.
- En la colina Žuráň se encontraba el cuartel general de Napoleón Bonaparte. Un monumento de granito representa las posiciones en el campo de batalla.
- En Šlapanice hay varias fosas comunes y un monumento.
- El monumento (o montículo) a la paz (en checo: Mohyla míru), erigido en la colina Prace. Fue diseñado por el arquitecto praguense Josef Fanta y construido entre 1910 y 1912 en estilo art nouveau. La Primera Guerra Mundial retrasó la dedicación del monumento hasta 1923. Mide 26 m de alto y cuenta con cuatro estatuas femeninas que representan Francia, Austria, Rusia y Moravia. En su interior hay una capilla con un osario. Un pequeño museo conmemora la batalla. Cada año se conmemoran los eventos de la batalla de Austerlitz.
- Cerca de la aldea de Křenovice se encuentra una cruz de la paz erosionada.
- Los viejos viñedos (en checo: Staré vinohrady) cerca de Blažovice presenciaron la sangrienta colisión entre Francia y Rusia. En 2005 se erigió un nuevo Monumento a los Tres Emperadores (Památník Tří císařů).

## Legado
Austerlitz es un apellido judío procedente de esta localidad, aunque sus portadores están repartidos por el mundo. Por ejemplo, el apellido original del bailarín Fred Astaire era Austerlitz.
Además, de la misma manera en que los ingleses nombraron la Estación de Waterloo de Londres en homenaje a la victoria en Waterloo, los franceses pusieron el nombre de Austerlitz a una de las principales estaciones de tren, la Gare d'Austerlitz. También hay una Quai d'Austerlitz en el 13.º distrito de París. En los Países Bajos, se fundó la pequeña ciudad de Austerlitz en conmemoración de la batalla.

## Galería

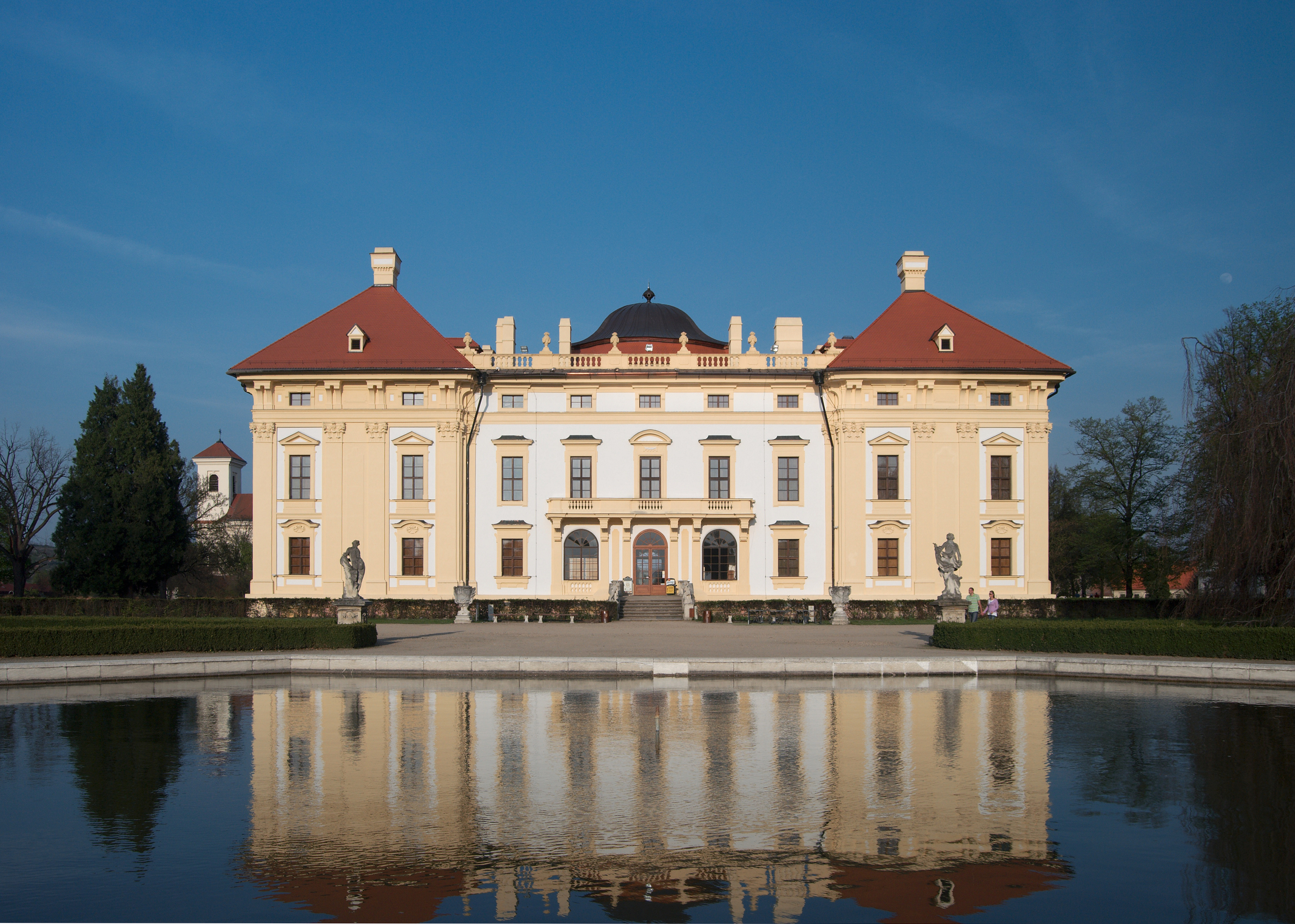
Castillo de Slavkov
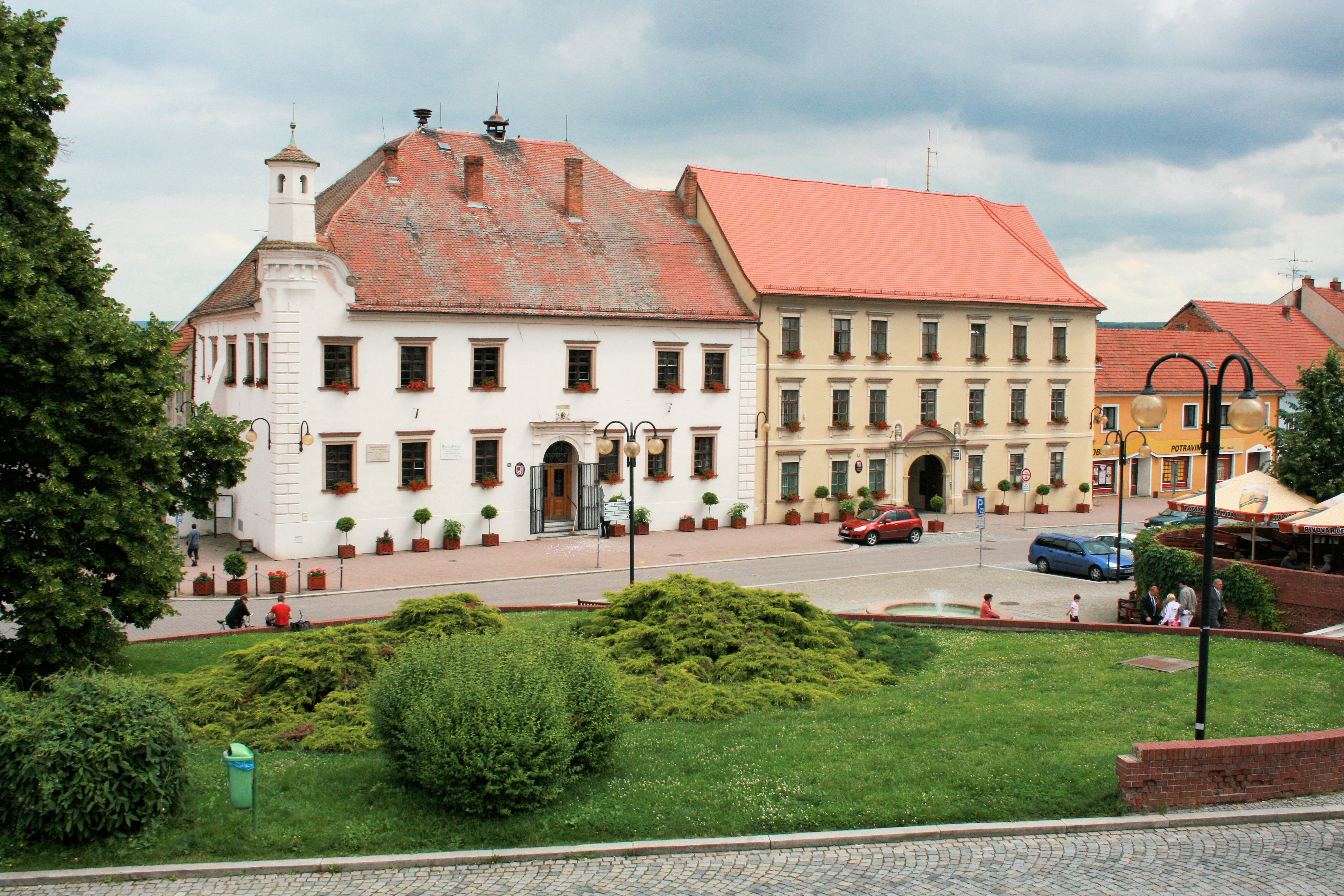
Ayuntamiento y comisaría en la plaza mayor
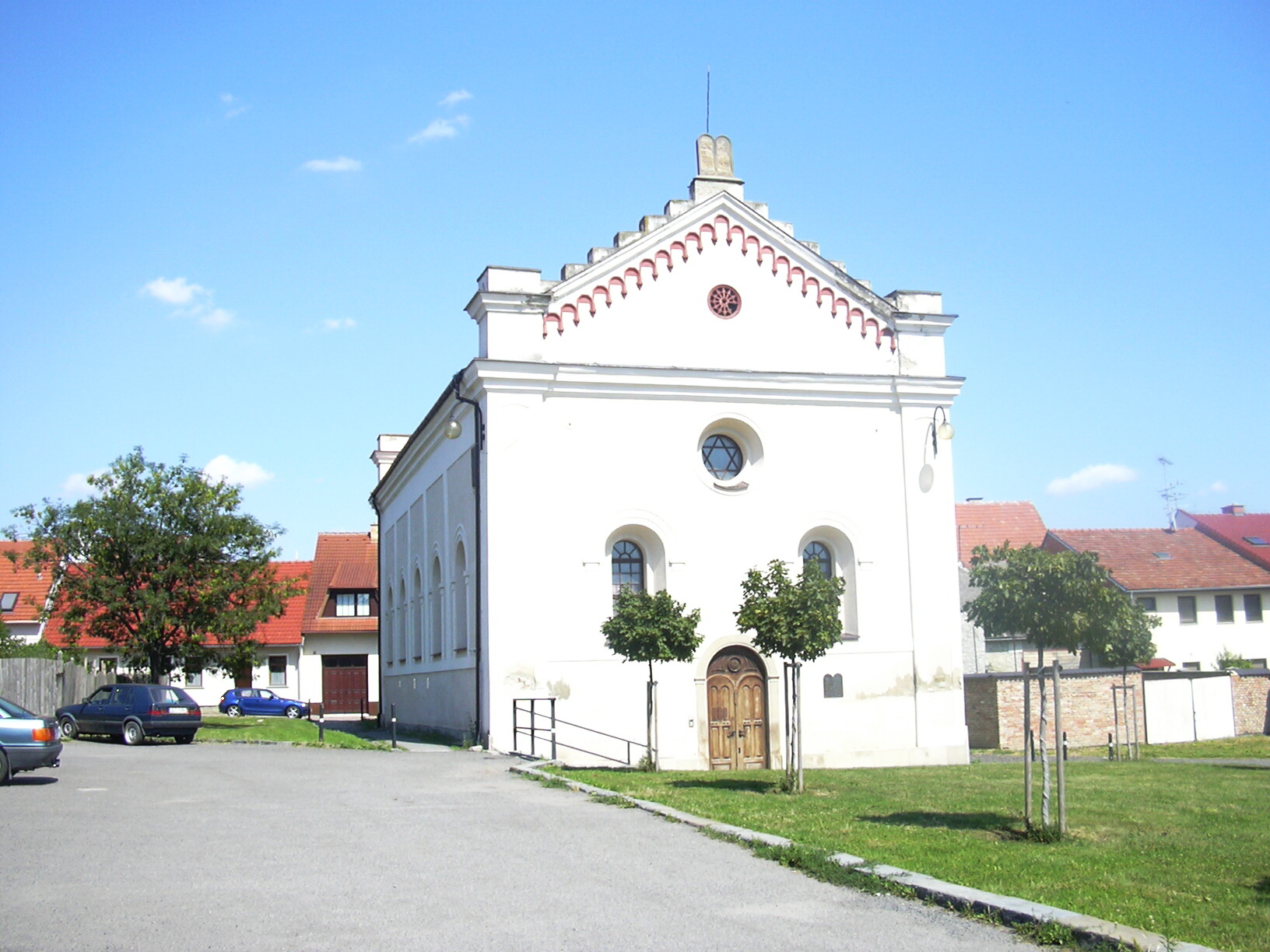
Sinagoga
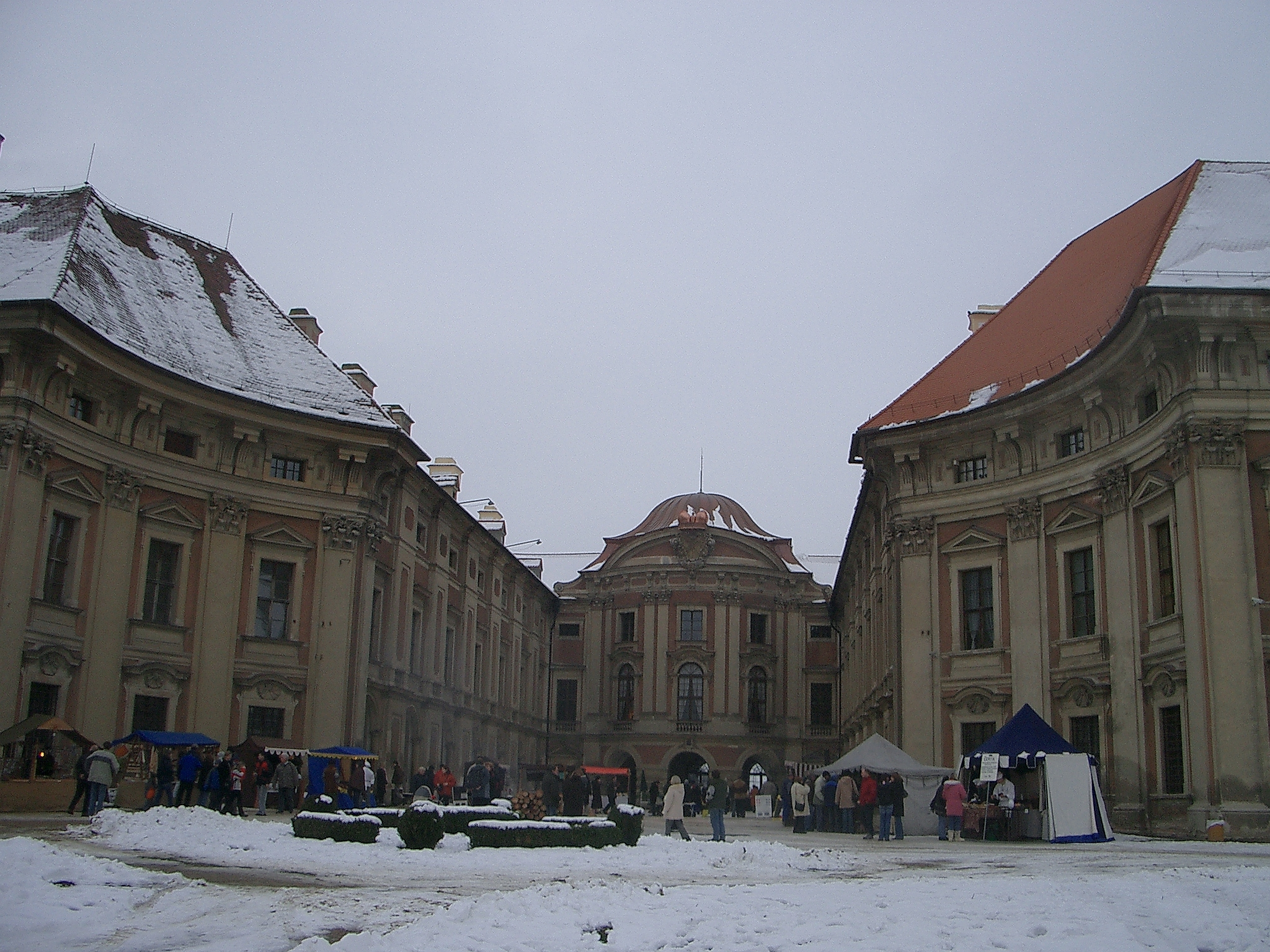
Vista frontal del Palacio de Austerlitz (con puestos durante el 200.º aniversario de la batalla de Austerlitz)
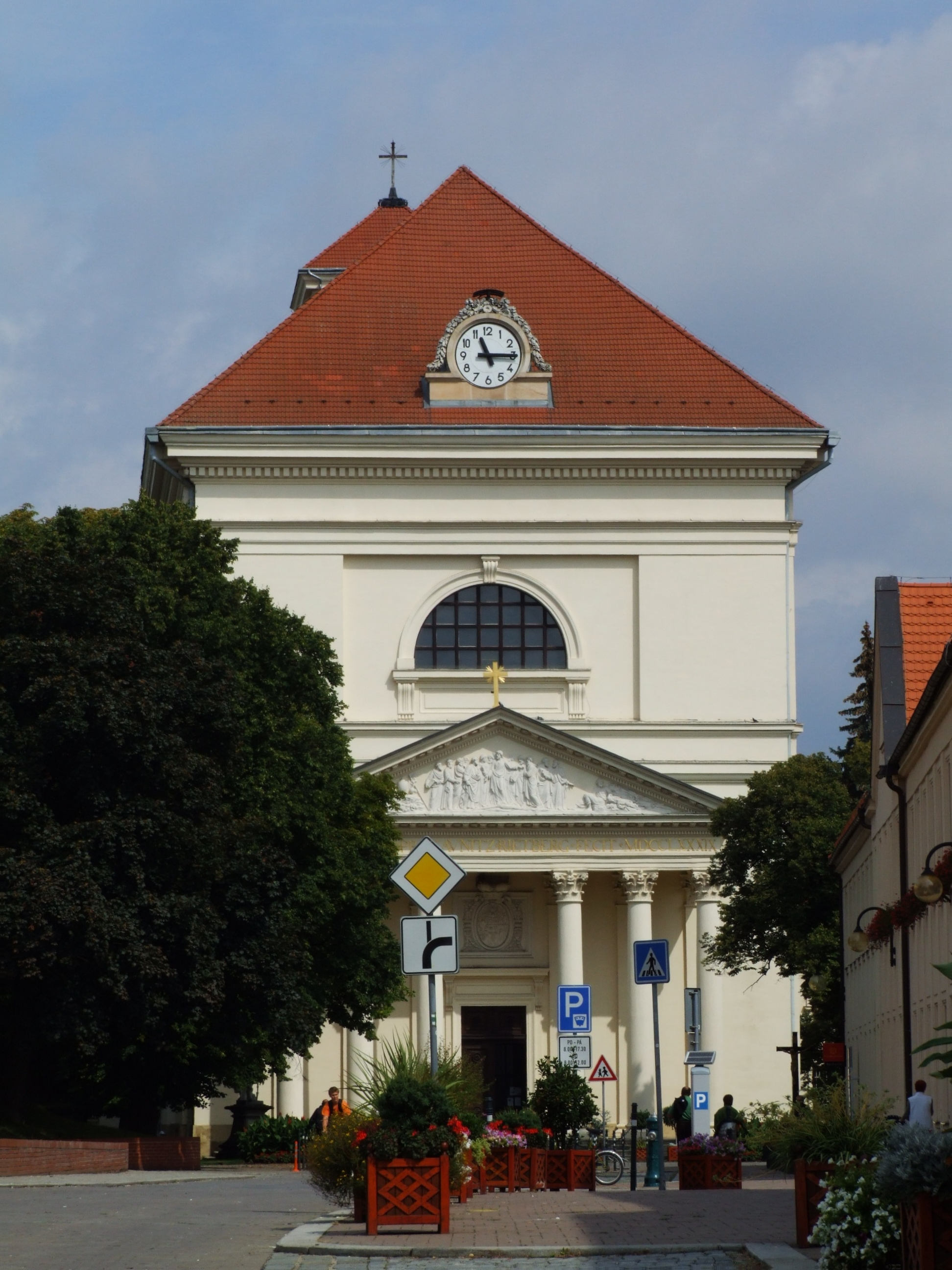
Iglesia de la Resurrección
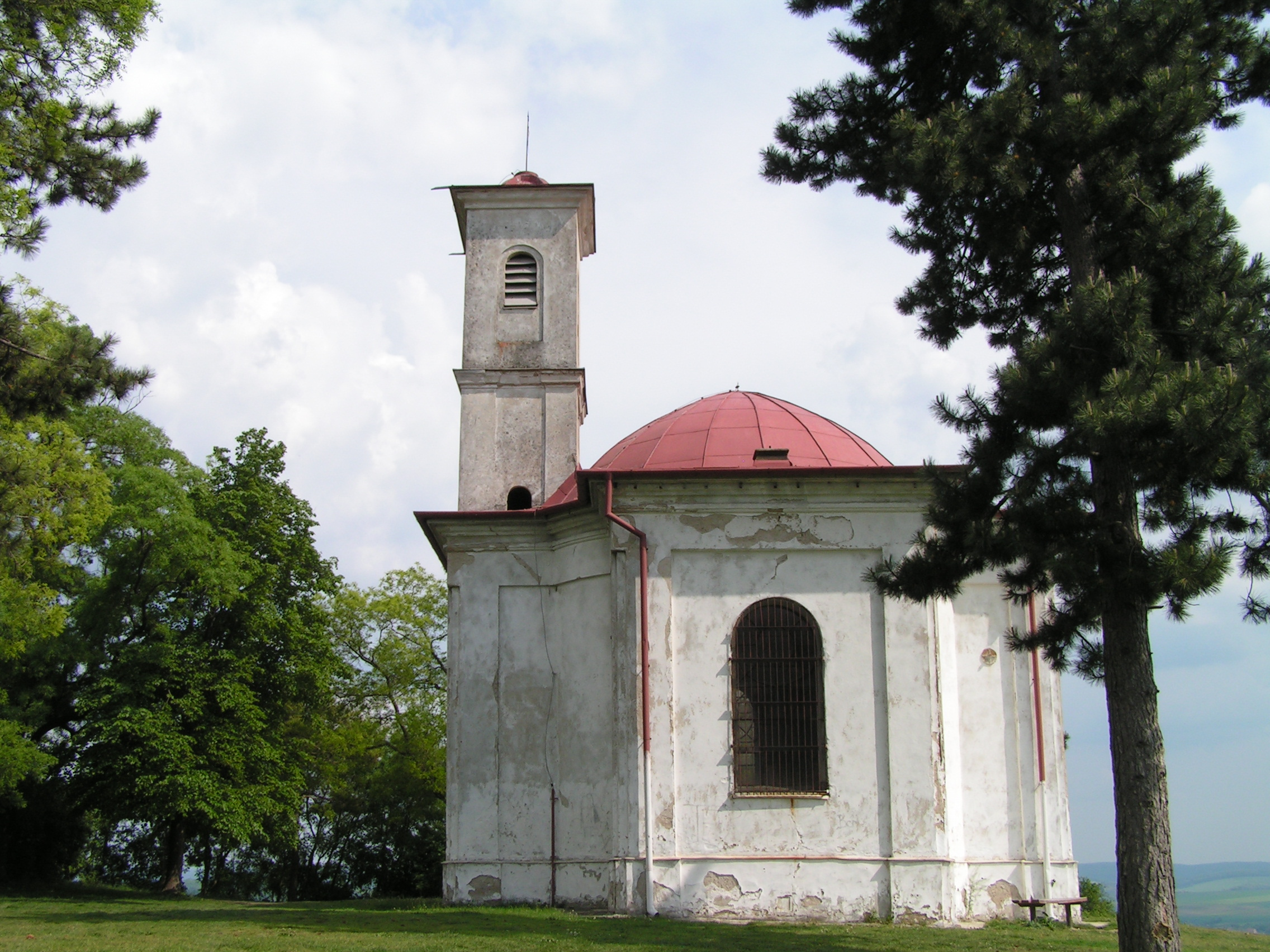
Capilla de San Urbano
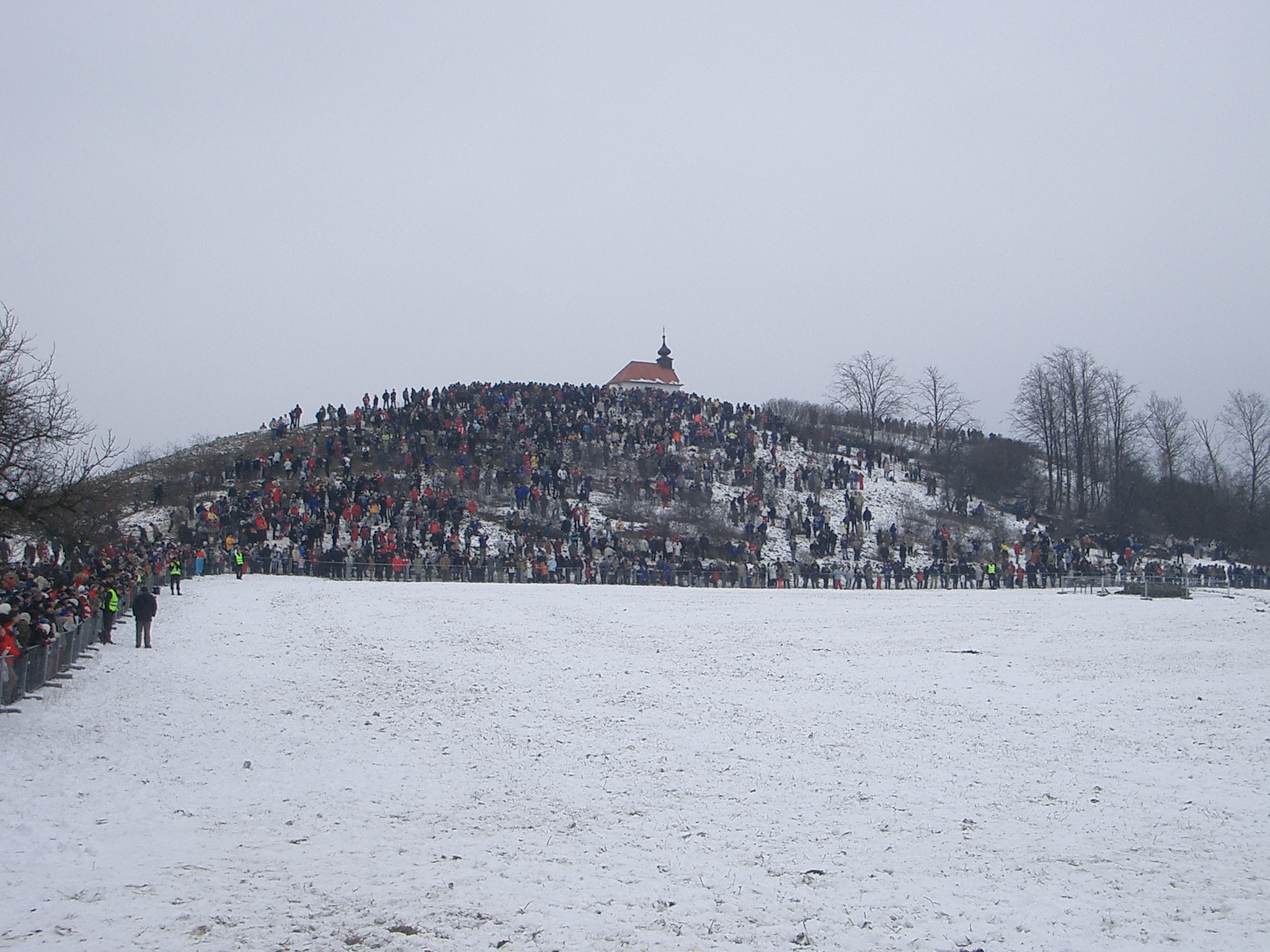
Colina de Santon (con visitantes durante el 200.º aniversario)
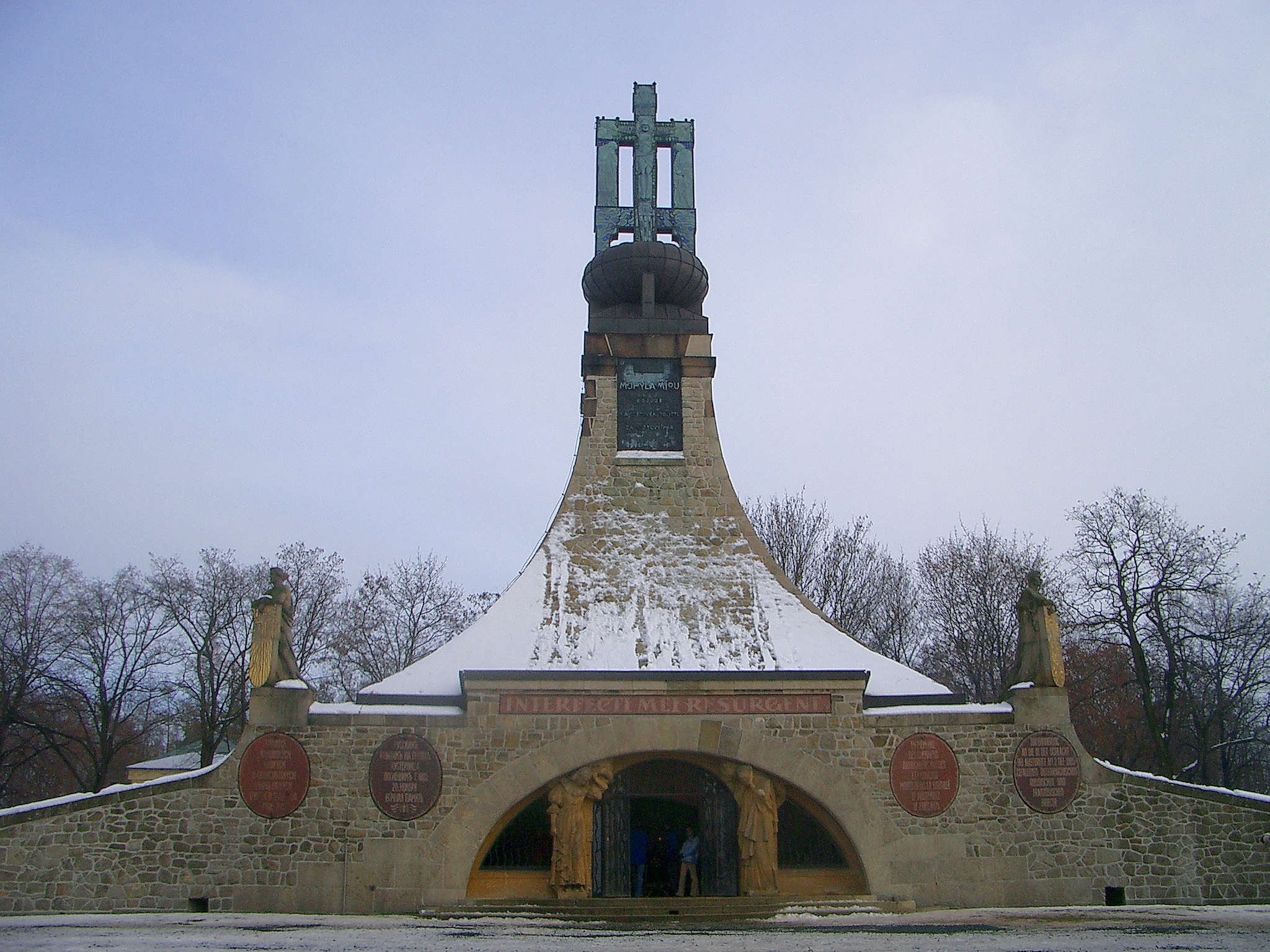
Montículo a la Paz
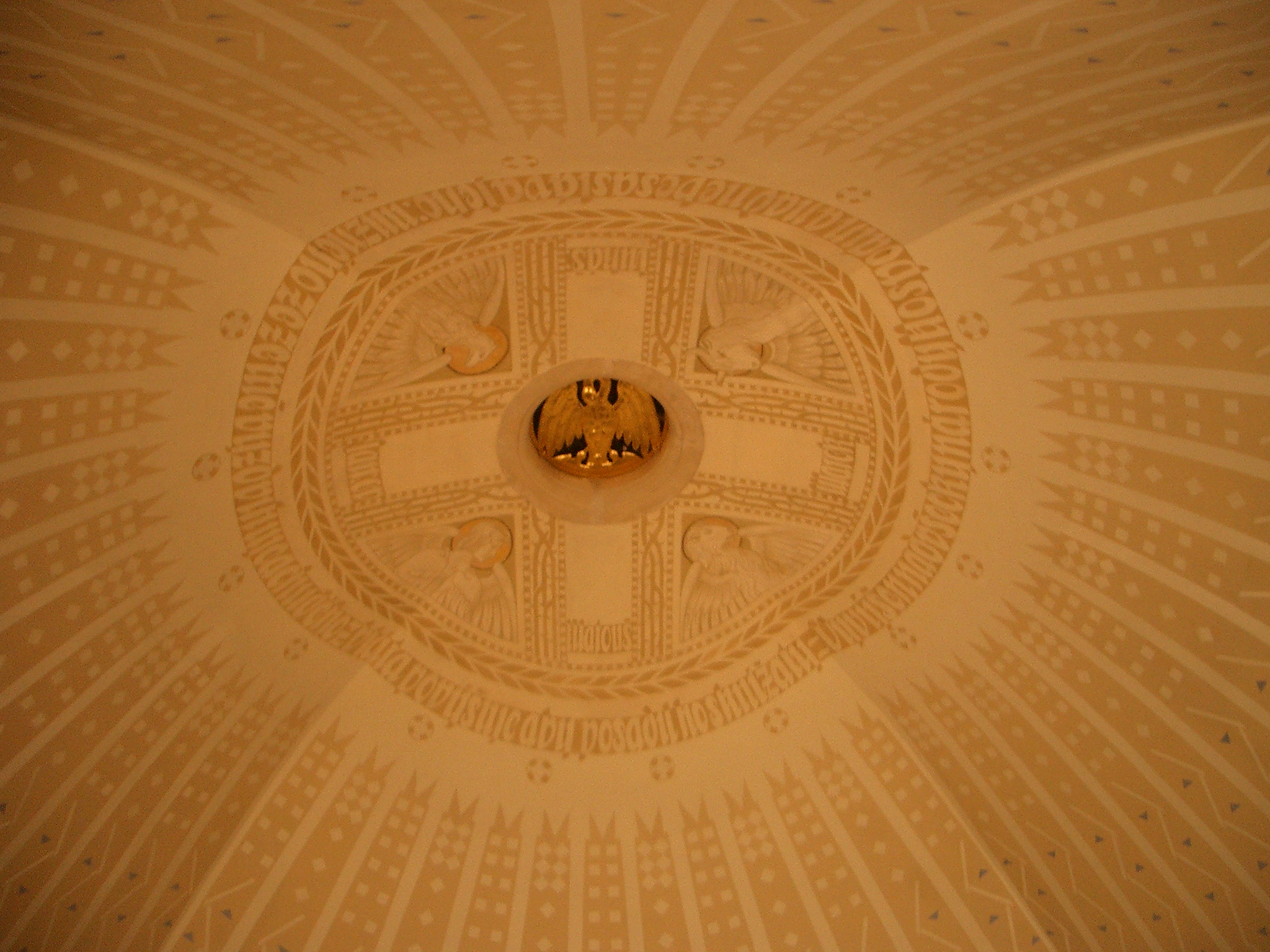
Cúpula del Monumento a la Paz
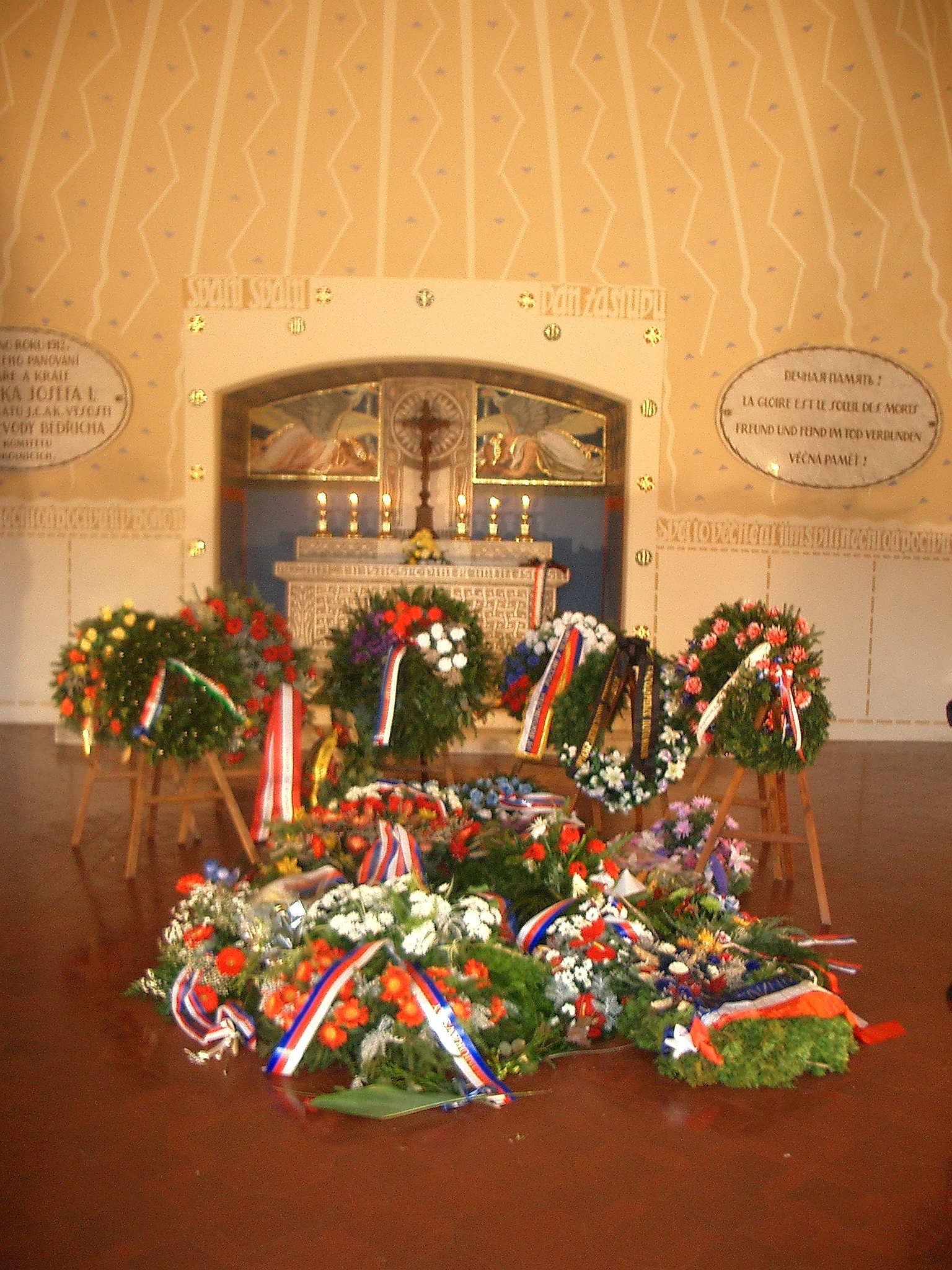
Interior del Monumento a la Paz, con coronas de flores en homenaje del 200.º aniversario
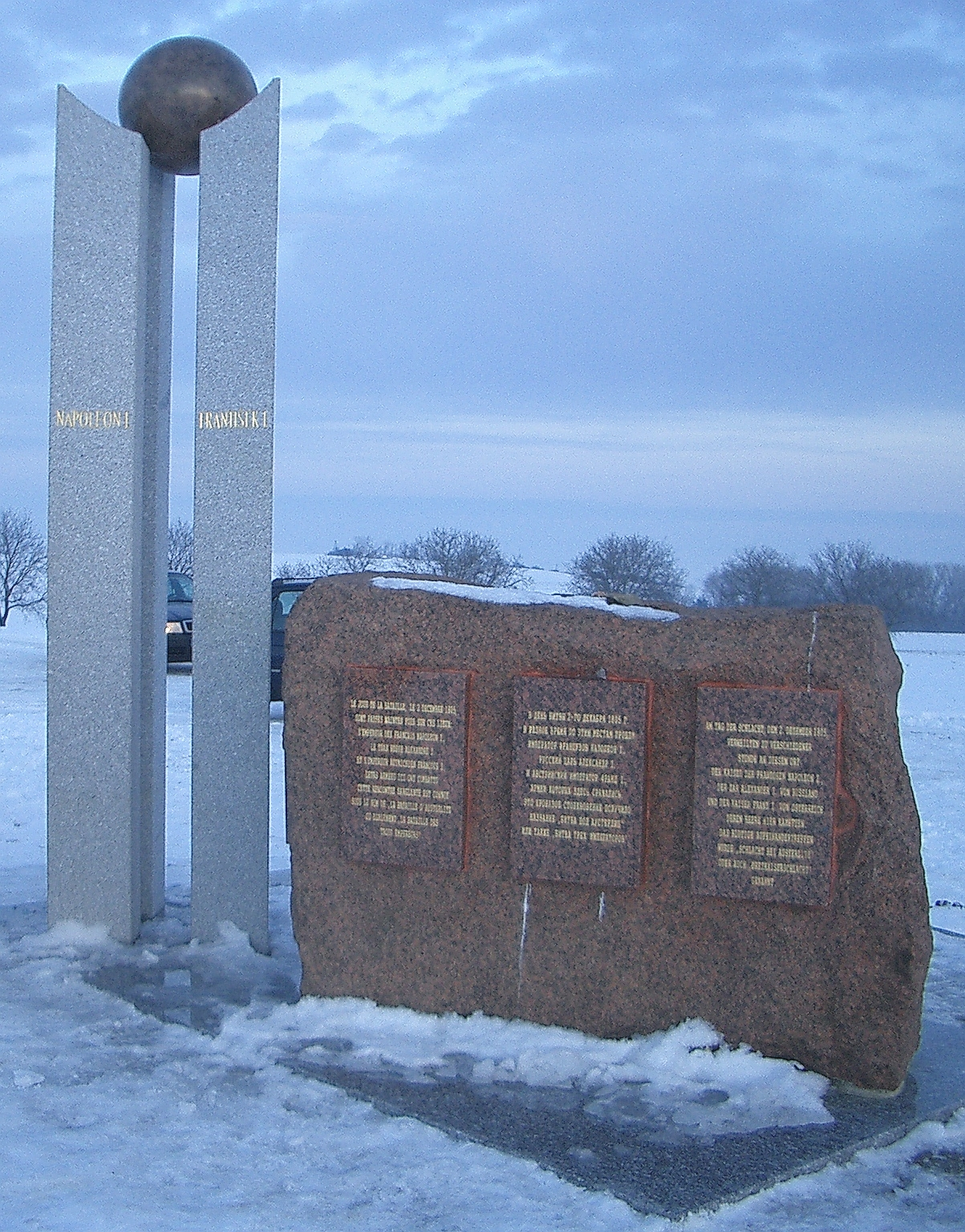
Monumento a los Tres Emperadores en los viejos viñedos
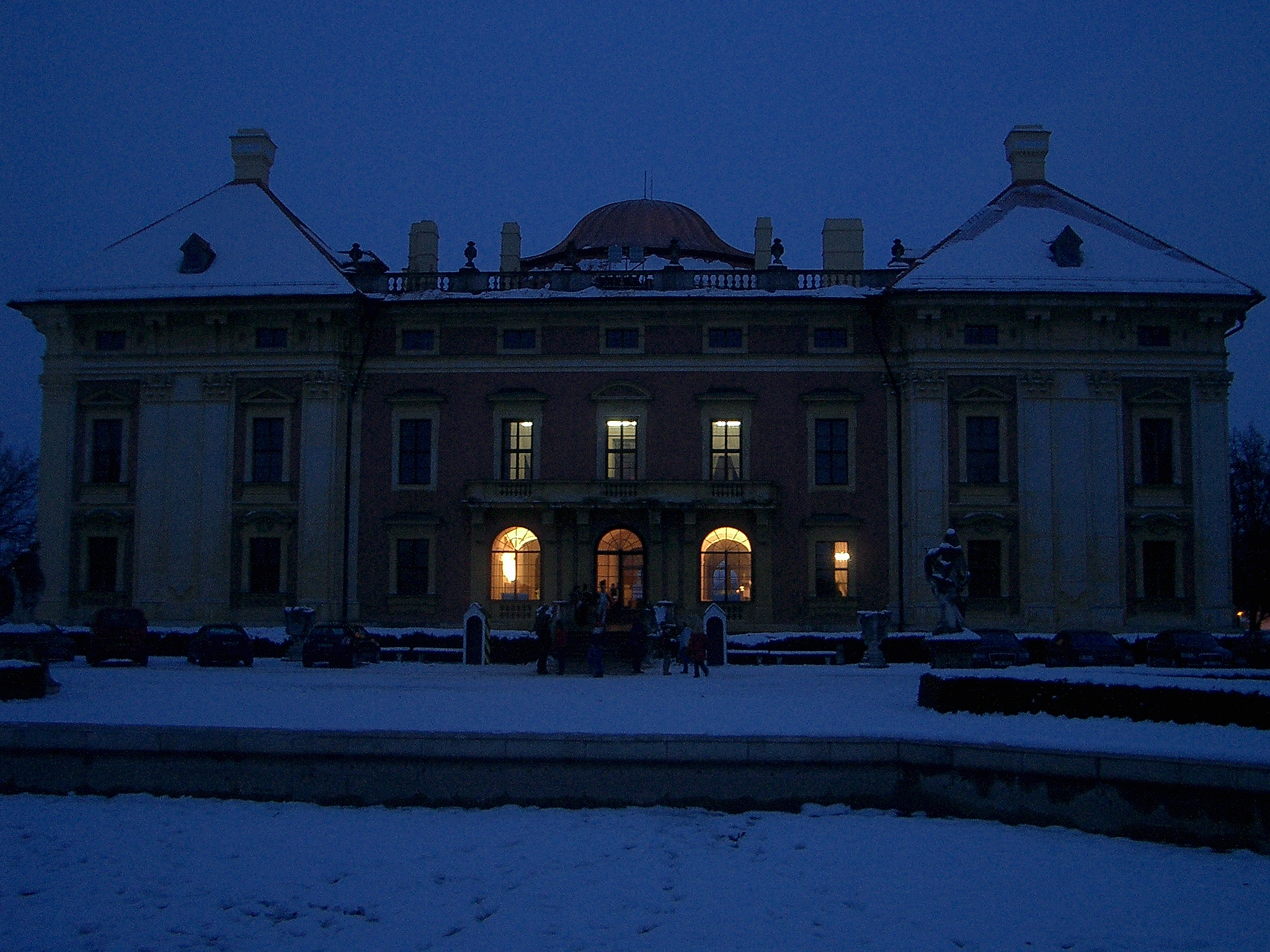
Palacio de Austerlitz visto desde el parque al anochecer
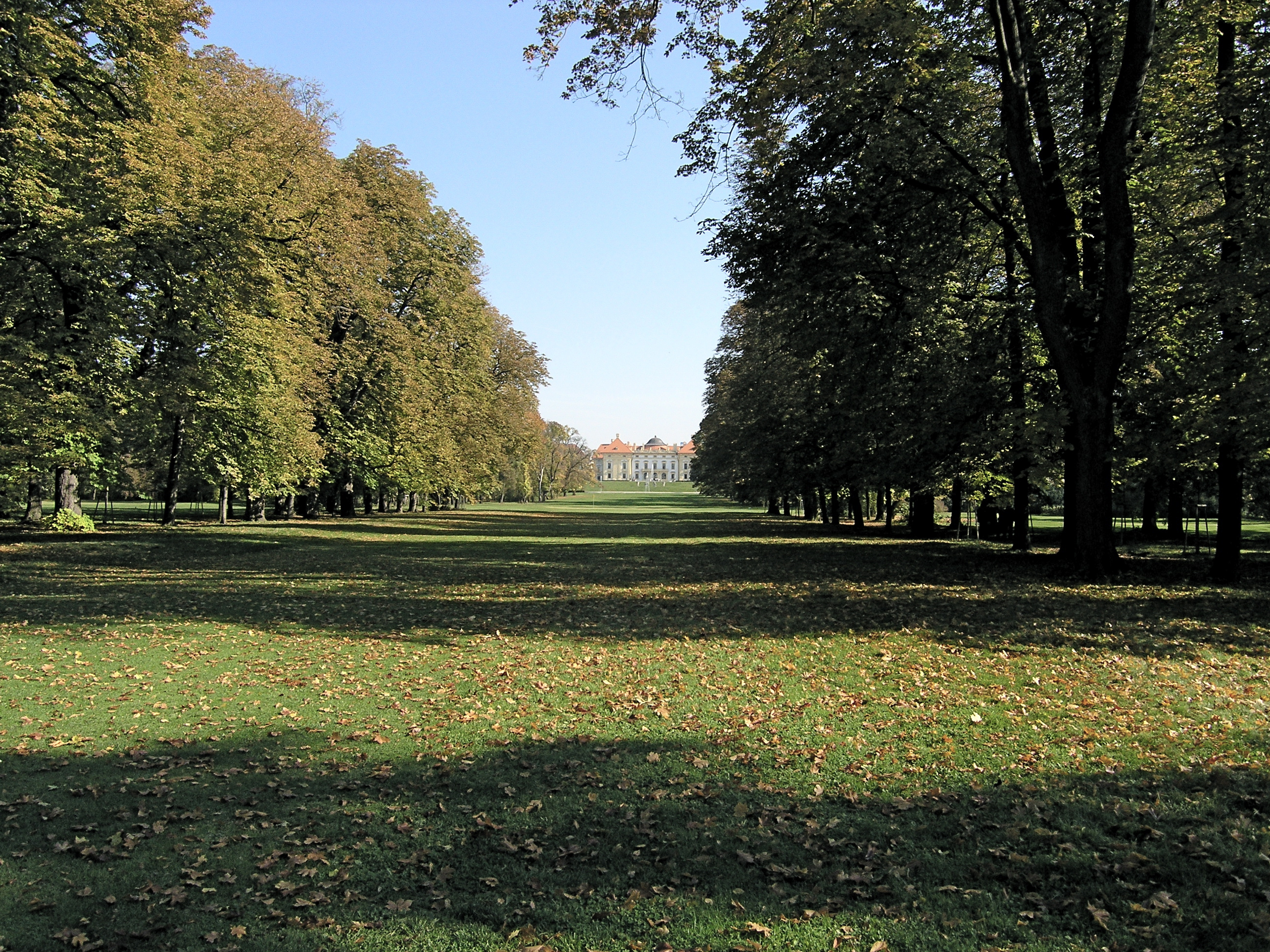
Parque del castillo de Austerlitz, en estilo barroco francés